# Auximobasis
Auximobasis är ett släkte av fjärilar. Auximobasis ingår i familjen förnamalar.

## Dottertaxa tillAuximobasis, i alfabetisk ordning[1]
| - Auximobasis administra - Auximobasis agrestis - Auximobasis angusta - Auximobasis brevipalpella - Auximobasis bromeliae - Auximobasis coffeaella - Auximobasis confectella - Auximobasis constans - Auximobasis flaviciliata - Auximobasis flavida - Auximobasis floridella - Auximobasis fractilinea - Auximobasis fractilineella - Auximobasis glandulella - Auximobasis incretata - Auximobasis insularis | - Auximobasis invigorata - Auximobasis liberatella - Auximobasis neptes - Auximobasis normalis - Auximobasis nothrotes - Auximobasis nubilella - Auximobasis obstricta - Auximobasis persimilella - Auximobasis prolixa - Auximobasis quaintancella - Auximobasis repartella - Auximobasis retectella - Auximobasis tarachodes - Auximobasis terachodes - Auximobasis variolata |